# Уэст Восьмая улица — Нью-Йоркский аквариум (Нью-Йоркское метро)
| Верхний ярус |
| Q · Q        |
|              |
| Q            |
| Q            |
|              |

|   |
| Q |
| Q |
|   |

| Нижний ярус       |
| F · <F> · F · <F> |
|                   |
| F · <F>           |
| F · <F>           |
|                   |

|         |
| F · <F> |
| F · <F> |
|         |

| Верхний ярус |
| Q · Q        |
|              |
| Q            |
| Q            |
|              |

|   |
| Q |
| Q |
|   |

| Нижний ярус       |
| F · <F> · F · <F> |
|                   |
| F · <F>           |
| F · <F>           |
|                   |

|         |
| F · <F> |
| F · <F> |
|         |

«Уэст Восьмая улица — Нью-Йоркский аквариум» (англ. West Eighth Street–New York Aquarium) — станция Нью-Йоркского метрополитена, расположенная на линиях Брайтон, Би-эм-ти, и Калвер, Ай-эн-ди. Находится в Бруклине, на полуострове Кони-Айленд, на пересечении Серф авеню с Западной 8-й улицей. Станция является эстакадной и двухуровневой. Таких станций в Нью-Йоркском метрополитене всего две (вторая — Куинсборо-Плаза). Оба уровня идентичны по строению — на каждом два пути и две боковые платформы, т. е. каждый путь обслуживает отдельная платформа. На станции останавливаются маршруты: F (круглосуточно), <F> (в часы пик в пиковом направлении) и Q (круглосуточно). Через верхний уровень станции проходят поезда маршрута Q, а через нижний — маршрутов F и <F>.
Станция была закрыта на реконструкцию в период с 2001 по 2004 год вместе с двумя станциями к северу и с Кони-Айленд — Стилуэлл-авеню. В замену метрополитена на этом участке было организовано движение челночных автобусов.
Первоначально оба уровня были открыты 19 мая 1919 года в составе четырёхпутной линии BMT Brighton Line. Тогда локальные поезда прибывали на нижний уровень, а экспрессы — на верхний. Такая работа продолжалась не больше года — 1 мая 1920 года к нижнему уровню была подсоединена линия IND Culver Line и нижний уровень стал использоваться в составе обеих линий. В 1954 году локальные пути BMT Brighton Line были разобраны, и все поезда стали прибывать с Ocean Parkway исключительно на верхний уровень, освободив полностью нижний уровень для IND Culver Line. Такой принцип работы станции сохранился до сих пор.
Станция имеет три выхода. Первый из них расположен на нижней платформе в сторону Манхэттена и состоит только из полноростовых турникетов. Второй (главный) выход находится в центральной части платформ и расположен в мезонине под платформами нижнего уровня. Там же расположен турникетный павильон. Выход приводит к перекрестку Серф авеню с Западной 5-й улицей. Третий выход находится на верхней платформе на Манхэттен и, так же как и первый, представлен только полноростовыми турникетами, плюс эскалаторы. Выход приводит к Западной 6-й улице.

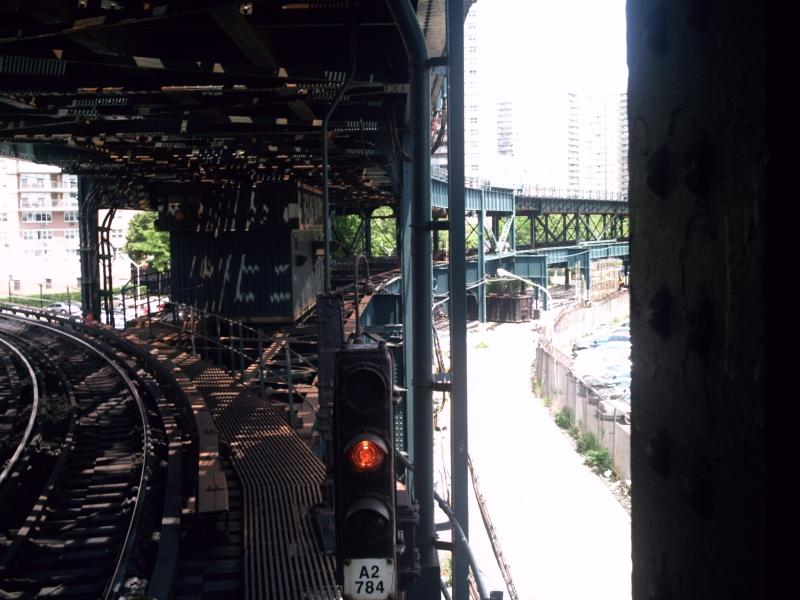
Заброшенные пути нижнего уровня, идущие к BMT Brighton Line
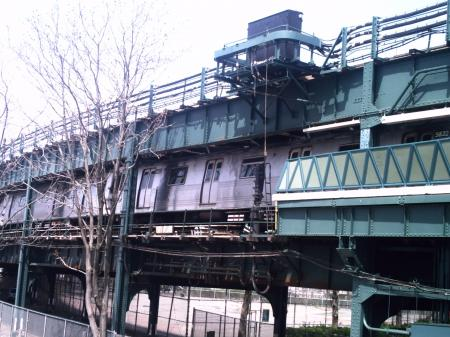
На нижний уровень прибывает поезд F (в сторону Манхэттена)
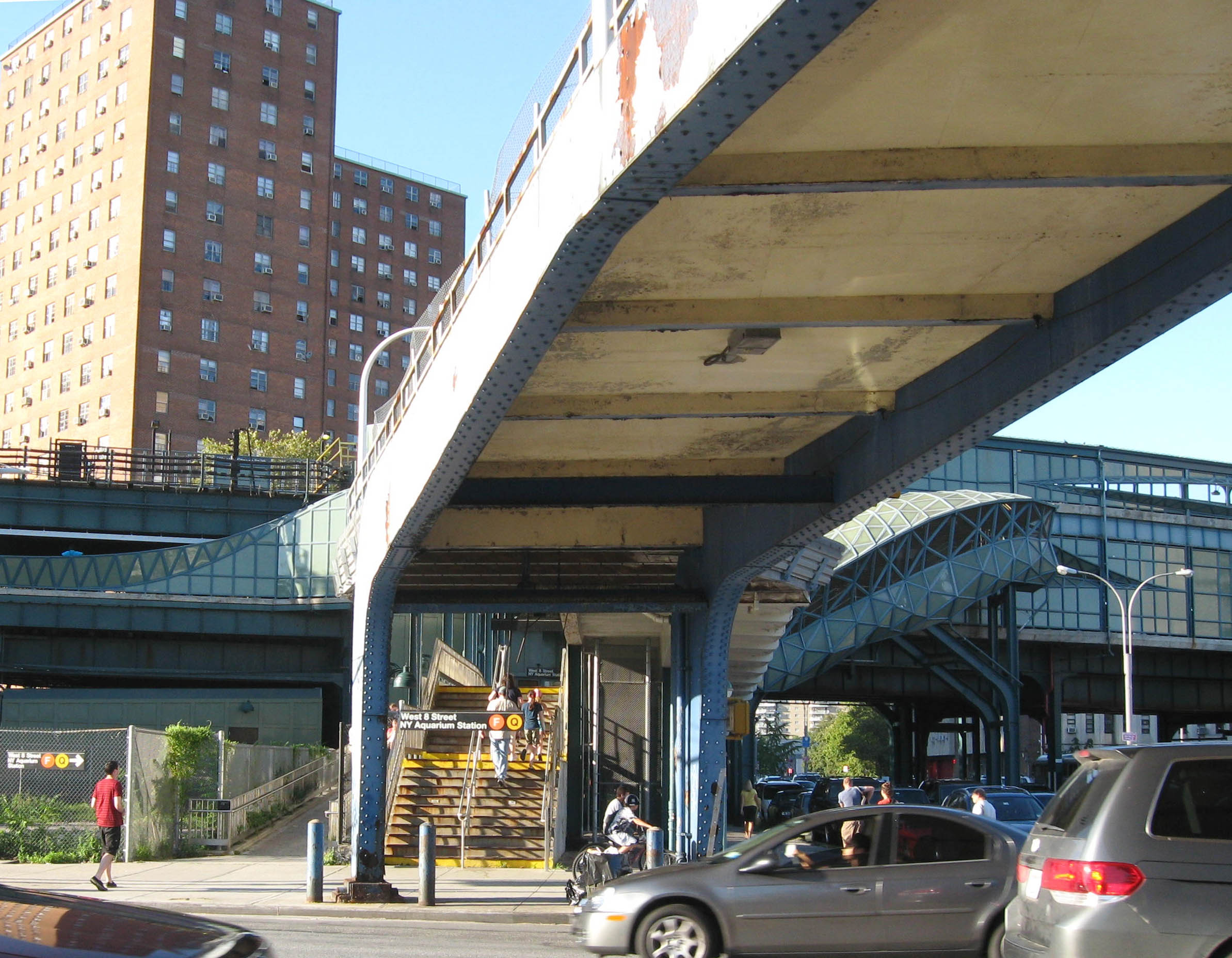
Выход со станции и пешеходный мост к Аквариуму, снесённый в августе 2013 года
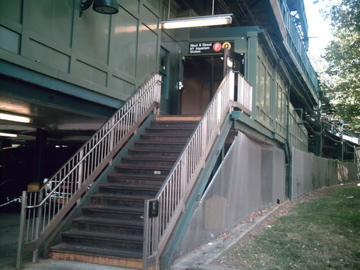
Выход на Западную 5-ю улицу
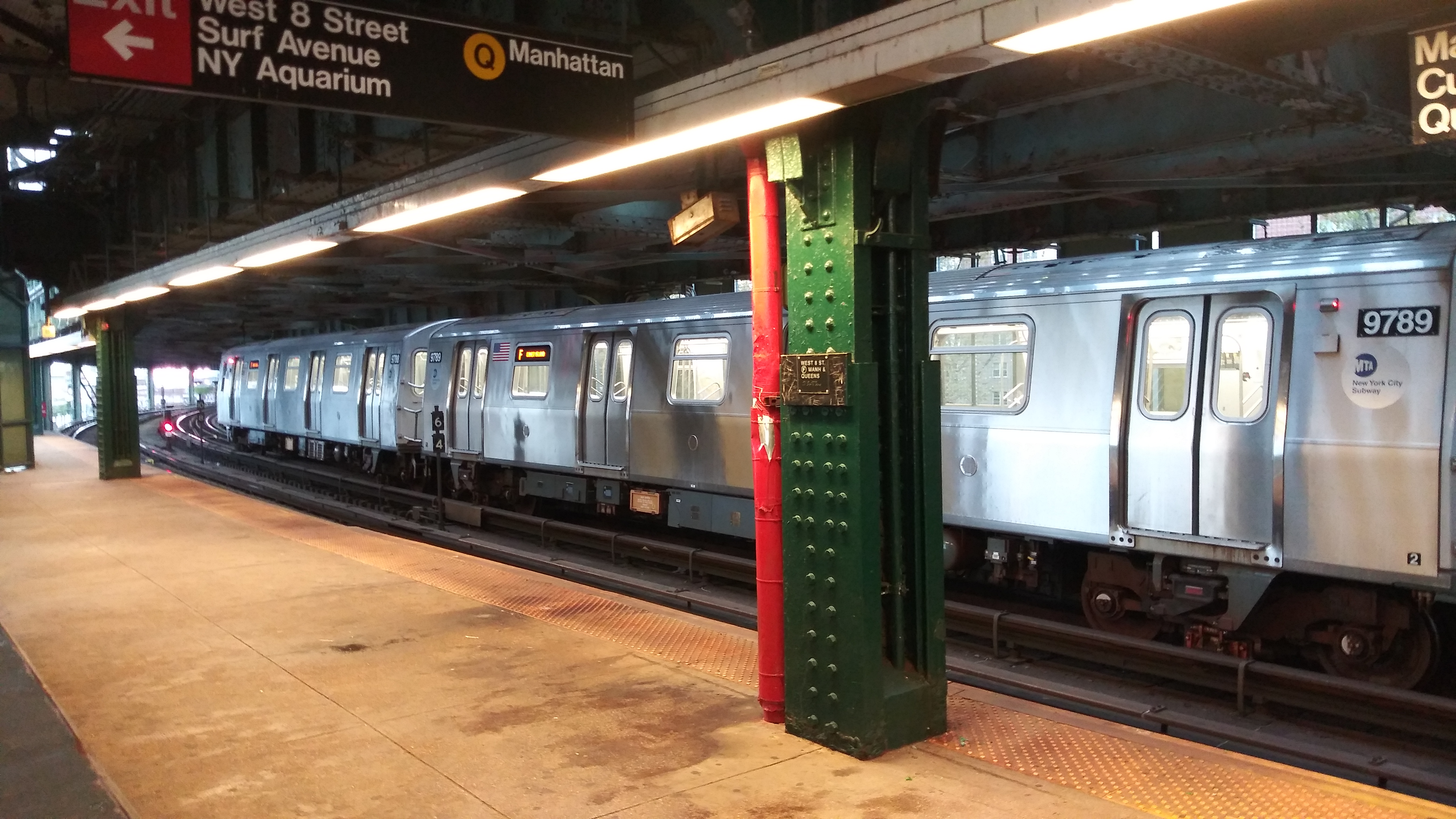
Нижний уровень и состав из вагонов R160, идущий в сторону Кони-Айленда